# Agrostis praecox
Agrostis praecox é uma espécie de gramínea do gênero Agrostis, pertencente à família Poaceae.